# Eois escamata
Eois escamata är en fjärilsart som beskrevs av Paul Dognin 1893. Eois escamata ingår i släktet Eois och familjen mätare. Inga underarter finns listade i Catalogue of Life.